# Люгт, Франс ван дер
Франс ван дер Люгт (нидерл. Franciscus Joseph Wilhelmus (Frans) van der Lugt, широко известный как Pater Frans, Отец Франсис; 10 апреля 1938 — 7 апреля 2014) — католический священник из Нидерландов.

## Биография
Ван дер Люгт родился в семье банкира, получил диплом психотерапевта. В начале 1960-х ван дер Люгт отправился на Ближний Восток, где присоединился к общине иезуитов. После двухлетнего изучения арабского языка в Ливане, в 1966 г. он перебрался в Сирию, где прожил до конца своих дней.
В 1980 г. ван дер Люгт основал Общинный Центр и ферму («Центр Аль-Ард») где проходили реабилитацию «молодые люди с проблемами психического здоровья». Отец Франсис провел последние годы в городе Хомс, где работал в местном монастыре и оказывал помощь больным и голодным.
Международную известность Отец Франсис приобрел в начале 2014 года, когда сделал ряд видеообращений, призывая мировое сообщество оказать помощь мирному населению осаждаемых ваххабитскими боевиками кварталов города Хомс. Он отказался покинуть город, несмотря на катастрофическую гуманитарную ситуацию, сложившуюся в связи с блокадой поставок продовольствия и медикаментов. В феврале журнал, The Economist сообщал, что Отец Франсис (вероятно, последний европеец в городе) решил остаться, поскольку «является пастырем своей общины»: В феврале 2014 г. под эгидой ООН была проведена эвакуация населения блокадного Хомса: тогда осажденные районы покинули 1400 человек, однако около 1500 жителей предпочли остаться, среди них был и Франс ван дер Люгт.
Ван дер Люгт также известен тем, что оказывал помощь как христианам, так и мусульманам. Его «Центр Аль-Ард» способствовал развитию веротерпимости и диалога между представителями различных вероисповеданий.
Отец Франсис был убит боевиками 7 апреля 2014, за три дня до своего 76-летия. Он стал вторым иезуитом несирийского происхождения, помимо Паоло Дель’Ольо, вовлеченным в сирийскую войну.
Представитель Ватикана «выразил глубокую боль в связи с его смертью».
"Христиане и мусульмане переживают сложное и болезненное время, мы столкнулись со многими проблемами. Наибольшая проблема - это голод. Людям нечего есть. Нет ничего больнее, чем видеть, как матери ищут на улицах еду для своих детей... Я не примирюсь с тем, что мы умираем от голода. Я не примирюсь с тем, что мы тонем в море голода, позволяя волнам смерти тянуть нас вниз. Мы любим жизнь, мы хотим жить. И мы не хотим тонуть в море боли и страданий.